# Pohulanka
Pohulanka [pronunciación en polaco: /pɔxuˈlaŋka/] es un pueblo ubicado en el distrito administrativo de Gmina Białobrzegi, dentro del Condado de Białobrzegi, Voivodato de Mazovia, en el este de Polonia central. Se encuentra aproximadamente a 7 kilómetros al este de Białobrzegi y a 63 kilómetros al sur de Varsovia.